# حشره‌خوار دندان‌سفید گملین
حشره‌خوار دندان‌سفید گملین یا حشره‌خوار دندان‌سفید بجنوردی (نام علمی: Crocidura gmelini) نام یک گونه از سرده حشره‌خوارهای دندان‌سفید است.